# Starobin
Starobin (biał. Старобін) – osiedle typu miejskiego na Białorusi w rejonie soligorskim obwodu mińskiego, 5,6 tys. mieszkańców (2010).

## Historia
Miasto magnackie położone było w końcu XVIII wieku w Księstwie Słuckim (od 1791 do 1793 r. – w powiecie słuckim), w powiecie nowogródzkim województwa nowogródzkiego.
W okresie zaboru rosyjskiego miasteczko leżało w powiecie słuckim guberni mińskiej.
Podczas okupacji hitlerowskiej, w lecie 1941 roku Niemcy utworzyli getto dla żydowskich mieszkańców. Przebywało w nim około 1500 osób. Wiosną 1943 roku Niemcy zlikwidowali getto, a Żydów zamordowali w pobliskiej okolicy. Sprawcami zbrodni byli żołnierze z 4 szwadronu 1 pułku kawalerii SS, dowodził SS-Obersturmführer Hermann Gadischke. 